# Contea di Shicheng
La contea di Shicheng (石城县S, Shíchéng XiànP) è una contea della Cina, situata nella provincia di Jiangxi e amministrata dalla prefettura di Ganzhou.